# Scott Pilgrim vs. The World: The Game
Scott Pilgrim vs. The World: The Game (tal a español Scott Pilgrim vs. The World: El Juego o Scott Pilgrim vs. El Mundo: El Juego) es un "yo contra el barrio" o videojuego de beat 'em up  de 4 jugadores desarrollado y distribuido por Ubisoft para Xbox 360 y PlayStation 3 el 10 de agosto de 2010. Está basado en la novela del personaje del mismo nombre de Oni Press, creada por Bryan Lee O'Malley. La versión completa fue publicada el 14 de enero de 2021 en las plataformas Xbox One, PlayStation 4, Nintendo Switch y PC a 1,1 GB de almacenamiento.

## Argumento
El videojuego se centra en Scott Pilgrim, un chico de 22 años que tiene una relación con Ramona Flowers donde el jugador va a un callejón donde mata a enemigos en varias zonas del videojuego. Un estilo de juego beat 'em up. Jugando con los 4 personajes de la saga (Scott, Kim, Stills, Knives (personaje secreto) y Ramona) como los otros personajes del videojuego, la única diferencia es que se pueden cambiar el color de la camiseta.

## Jugabilidad
El videojuego tiene un distinto género de juego de rol y peleas que es similar a los videojuegos del género beat em up popularizados en los años 90.

## Trabajo

### Producción
- Caroline Martin

### Diseño
- Jonathang Lavigne
- Zhu Bi Jia
- Yan Kai
- Jian An Qi
- Ou Yue Song

### Programación
- Zeng Wei Ke
- Charles Tremblay
- Francois Moisan
- Zhang De Li
- Li Bo
- Li Yun
- Pan Xu
- Lui Shi Kai
- Li Xiang
- Li Jian
- Yang Zu Ke
- Lu Wen Mao
- Yuan Quan
- Deng Chun Yan
- Xu Chao

### Artistas
- Paul Robertson
- Ye Shu Lin
- Qi Xiao Hui
- Wang Su Ni
- Deng Lei
- Lu Bin
- Lv Teng
- Yu Mao Zhou
- Stephane Boutin
- Jonathan Lavigne
- Justin Cyr
- Jonathan Kim
- Mariel Cartwright

### Composición
- David Larose
- Wang Yang
- Anamaguchi

## Salida
El videojuego salió en plataformas digitales el 10 de agosto de 2010. A O'Malley no le gustó el esfuerzo ya que la producción no era como se la esperaba.[cita requerida]
Ubisoft abandonó el videojuego[cita requerida] con ninguna actualización por durante 9 años de la salida.
El título se relanzó el 14 de enero de 2021 para Xbox One, PlayStation 4, Nintendo Switch, PlayStation 4 y PC.